# Kalkoven

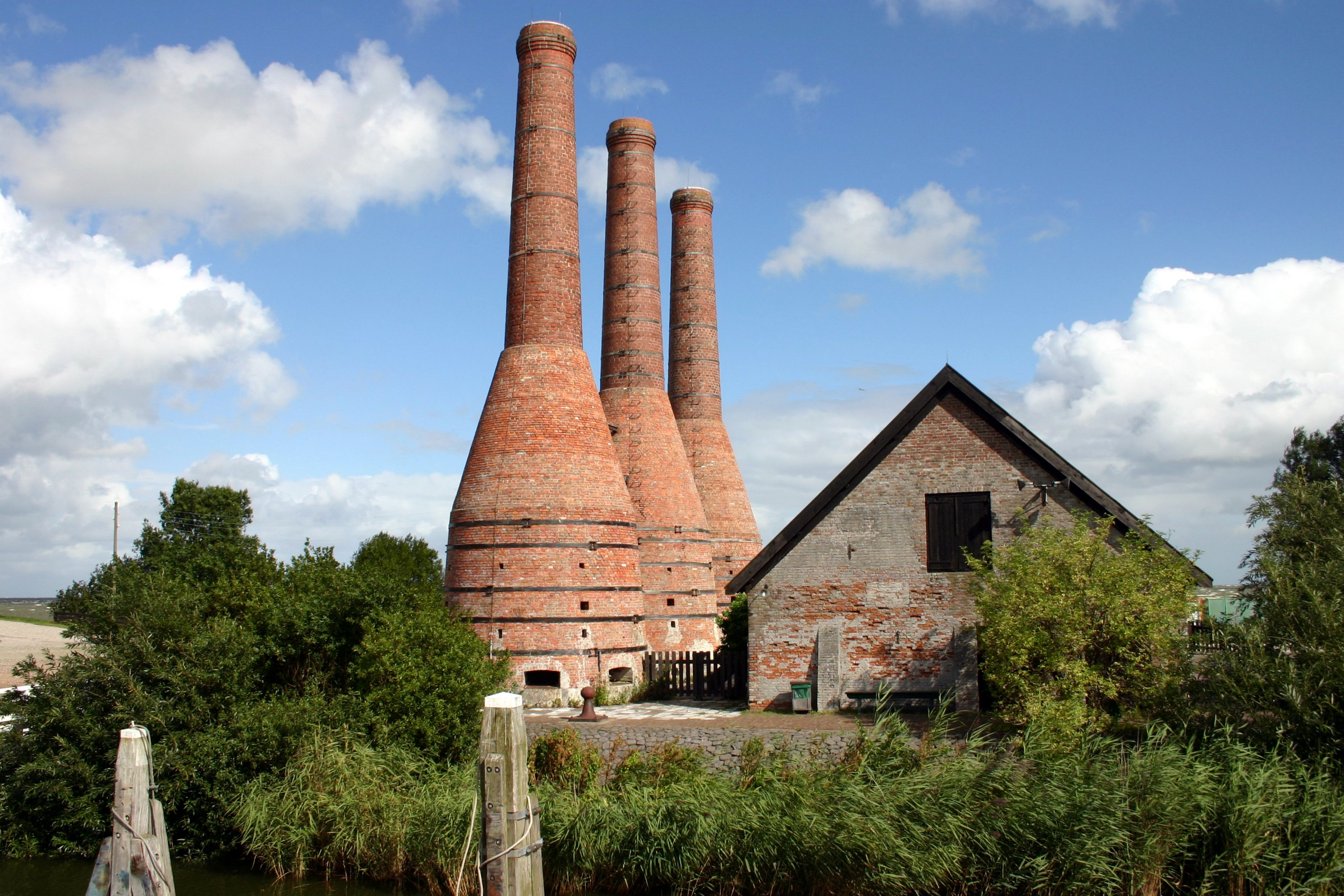
"Stoel"-schelpkalkovens in het Zuiderzeemuseum te Enkhuizen

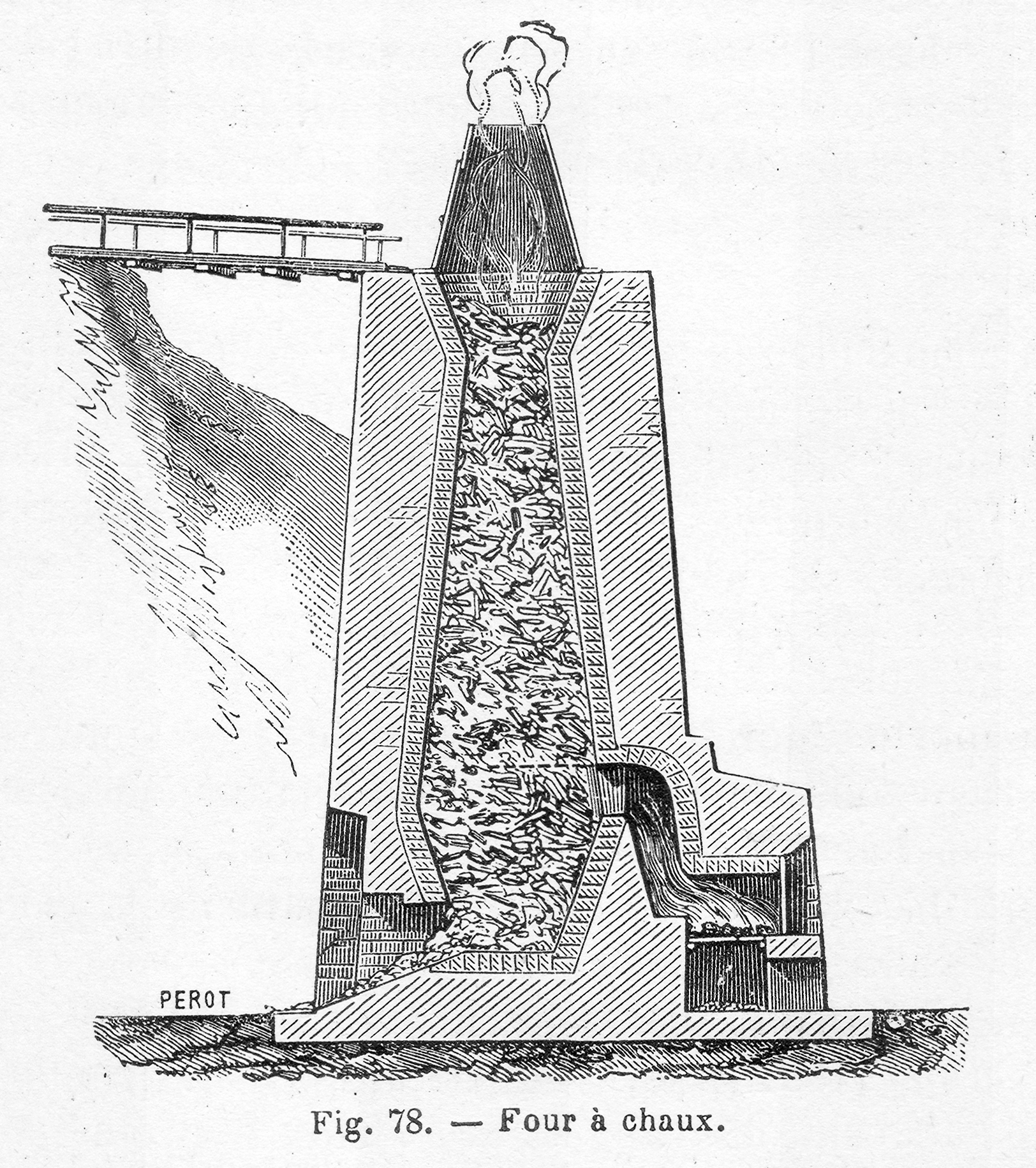
De werking van een kalkoven

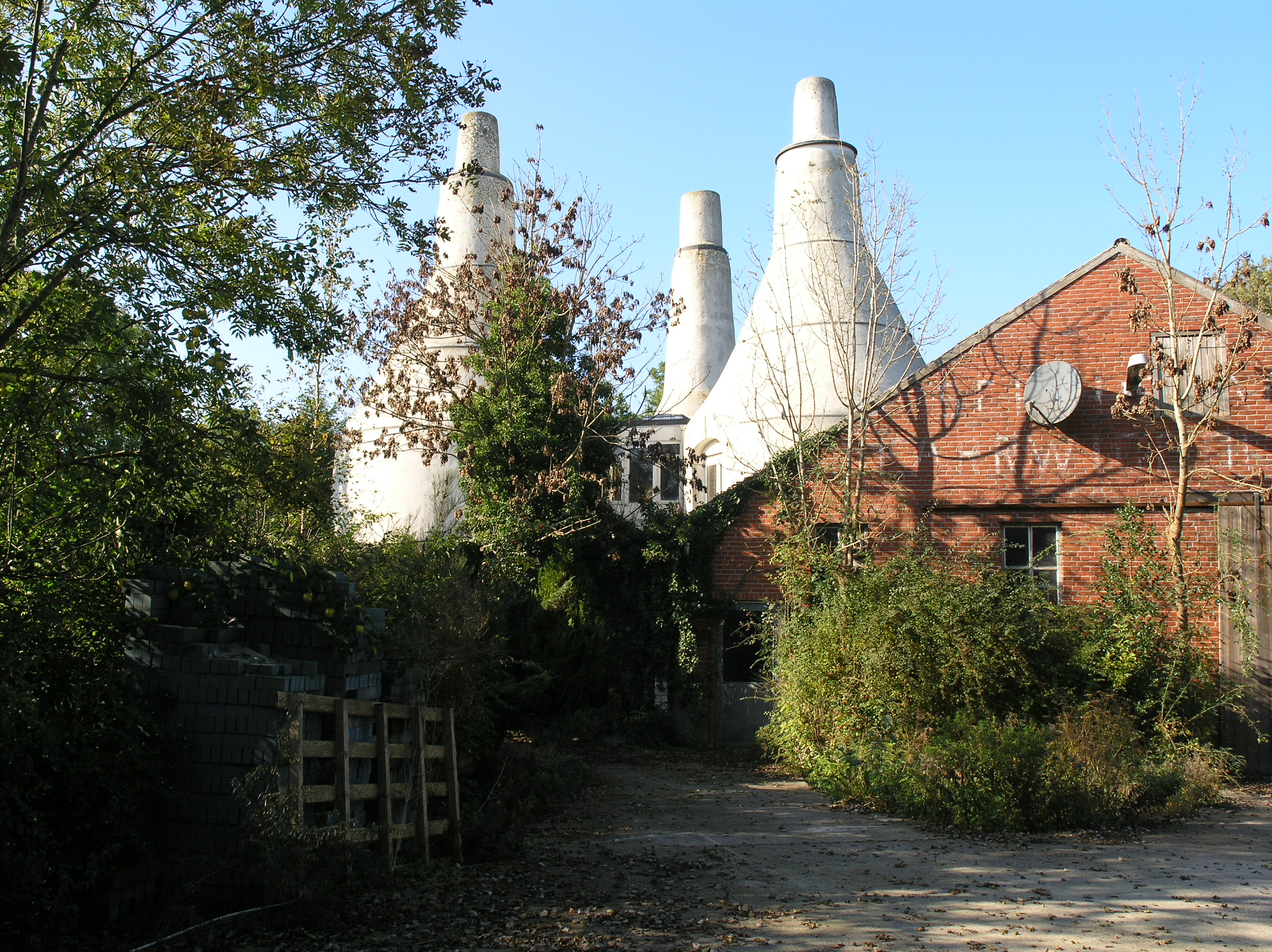
De kalkovens van Garmerwolde in de provincie Groningen zijn een rijksmonument

Een kalkoven (of kalkbranderij) is een oven waarin een calciumcarbonaat (CaCO3) bevattende grondstof (schelpen of kalksteen) wordt gebrand, waarbij ongebluste kalk (CaO) ontstaat.
Een schelpkalkoven is een oven in een kegelvormige toren, met een hoogte variërend van 15 tot 20 meter en een doorsnede aan de basis van meestal 5 tot 7 meter. Schelpkalkovens werden gebruikt voor de fabricage van schelpkalk, een grondstof voor mortel. Wegens de noodzakelijke grootschalige aanvoer van schelpen zijn ze doorgaans te vinden aan water en ze staan vaak in groepjes.

## Geschiedenis
Het concept van ovens voor kalk is een zeer oud fenomeen. Het branden van (zee)schelpen tot kalk gaat terug tot de Chinese Xia-dynastie (2205 tot 1766 v.Chr.). In Europa waren de Grieken in 400 v.Chr. al bedreven in het branden van schelpen tot kalk en zij hebben die kennis overgedragen aan de Romeinen. De Romeinen hebben dit omstreeks 75 n.Chr. geïntroduceerd in Nederland en toen zeker vier schelpkalkovens in bedrijf zijn geweest. De Romeinen maakten ook gebruik van branderijen waar ze kalksteen brandden. Archeologen troffen in het Duitse Eifelgebergte in Iversheim, nabij Bad Münstereifel, resten van zes kalkovens aan. Deze ovens hadden een diameter van ongeveer drie meter. Met het vertrek van de Romeinen verdween ook de kennis om schelpen branden. Pas in 700 n.Chr. werd het branden weer opgepakt, onder andere ten behoeve van de bouw van de abdij van Egmond. In Londen is uit geschriften op te maken dat steenkalkbranderijen al in de 13e eeuw luchtvervuiling gaven. Er werd in Londen vooral gebruikgemaakt van zeekolen, die bekendstaan om hun slechte kwaliteit.

### Nederland
In Zuid-Limburg waren van oudsher kalkbranderijen; de laatste was in Ubachsberg tot 1969 actief. Ze maakten gebruik van gedolven Kunradersteen. De eerste berichten over het gebruik van schelpkalkovens in het Graafschap Holland dateren uit de 14e eeuw. Ook in het Overijsselse Hasselt werd al voor 1500 schelpkalk gebrand. De hoogtijdagen van de schelpkalkovens kwamen na 1860 met de uitvinding van de "stoel"-kalkovens, zoals die in Enkhuizen en in 1918 kwam de eerste oven in Huizen in gebruik. Er waren op meer dan 100 locaties schelpkalkovens in gebruik veelal langs vaarwegen en de kust waar de aanvoer en grondstoffen als schelpen en turf goed mogelijk was.
Na de Tweede Wereldoorlog ging het minder goed met de schelpkalk. Sluiting en afbraak van de ovens had meerdere oorzaken, de belangrijkste waren de toenemende import van goedkope steenkalk en de opkomst van de cementindustrie. Door de concurrentie van buitenlandse luchthardende steenkalk (kalkgesteenten uit steengroeven, zoals muschelkalk) was de productie van schelpkalk in Europa niet lonend meer. Men metselt nog wel met luchtpoederkalk of luchtkalk en cement, maar niet meer met schelpkalk.
Er wordt nog steeds mortel gemaakt op schelpkalkbasis en dit wordt hoofdzakelijk gebruikt bij restauratiewerkzaamheden.

## Het kalkbrandproces
Schelpen en kalksteen bestaan uit calciumcarbonaat (CaCO3, kalk). De kalk (CaCO3) wordt in een kalkoven tot meer dan 1000 °C verhit. Hierbij ontleedt deze kalk in calciumoxide (CaO) en koolzuurgas (CO2), dat ontwijkt. Bij het branden was continue toezicht nodig om er voor te zorgen dat de temperatuur in de oven constant bleef. Het oxide valt tot poeder uiteen en wordt ongebluste kalk genoemd. Ongebluste kalk had (en heeft) vele toepassingen. Het meest werd de poederkalk na blussen met water (lessen) in de bouw gebruikt als bindmiddel in mortels.
In de basis van de kalkovens zijn openingen aangebracht, afsluitbaar met stalen platen. De platen worden gebruikt om de temperatuur in de oven te reguleren. Was het branden afgerond dan werd de ongebluste kalk door deze openingen uit de oven geschept. De kalkbranderij had veelal de beschikking over meerdere ovens. Dit leidde tot een efficiënt gebruik, een oven werd bedrijfsklaar gemaakt door schelpen en brandstoffen in lagen aan te brengen, de tweede oven was in bedrijf en de derde oven werd leeggeschept. De kalk uit de oven werd vervoerd naar een les- of blushuis en met water behandeld. 
Bij het blussen van kalk wordt de ongebluste kalk (CaO) gemengd met water. De hoeveelheid water moet minstens voldoende zijn om alle CaO om te zetten in Ca(OH)2 en om de verliezen door verdamping te compenseren. Het blussen van kalk is een exotherm proces, er komt dus warmte vrij bij het blussen en een deel hiervan verdampt in de vorm van stoom. Er volgt ook een sterk expansieve reactie, waarbij de kluiten ongebluste kalk uiteenvallen. Het eindproduct is een poeder of een deeg bij een overmaat van toegevoegd water. De poeder werd vervolgens gezeefd om ongebrande schelpen en andere stoffen te verwijderen waarna het in zakken of in bulk naar de klanten werd vervoerd.

## Kalkovens in Nederland

### Schelpkalkovens
Schelpkalkovens vond men daar waar grond- en brandstoffen gemakkelijk konden worden aangevoerd, zoals achter de Noord- en Zuid-Hollandse duinenrij, in Zuidwest-Drenthe, Noordwest-Overijssel en in Zuidwest-Friesland.
Veel kalkovens zijn in de loop der tijd gesloopt omdat ze niet meer in gebruik waren en plaats moesten maken voor andere activiteiten. De schelpkalkbranderij van Akersloot is in zijn geheel overgebracht naar het Zuiderzeemuseum in Enkhuizen, een andere branderij, de Huizer kalkovens in Huizen, doet dienst als restaurant. Er staan nog schelpkalkovens in onder meer in Katwijk aan Zee, Hasselt, Dedemsvaart en Dieverbrug, dikwijls aan vaarwater. Veel zijn tot monument verklaard.

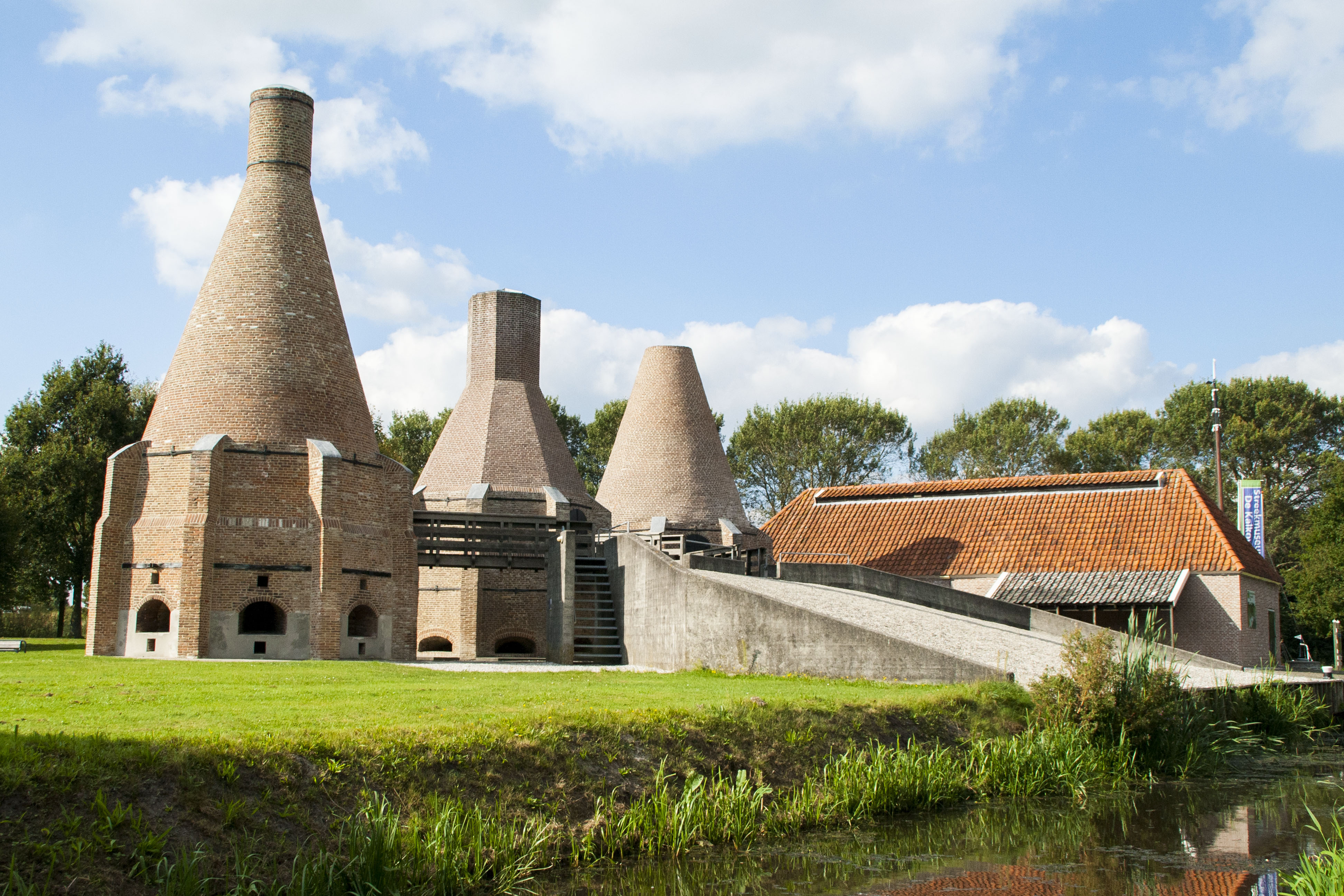
Kalkovens in Dedemsvaart

#### Dedemsvaart
In de omgeving van Dedemsvaart werd vroeger veel turf gewonnen. De turf werd naar het westen van het land verscheept, via de Dedemsvaart, via Hasselt over de Zuiderzee naar Enkhuizen en verder. De turf werd dan in het westen afgeleverd bij een schelpkalkbranderij. Vervolgens werden aldaar schelpen gekocht (gewonnen) die dan weer als retourlading naar Dedemsvaart en Hasselt werden verscheept, zodat ook daar schelpkalk gebrand kon worden. Tegenwoordig fungeert de kalkoven in Dedemsvaart als streekmuseum.

#### Hasselt
Hasselt heeft sinds 1504 schelpkalkovens. In de loop der tijd zijn er nieuwere kalkovens gebouwd en oude vervallen kalkovens gesloopt. De schelpkalkovens van Hasselt zijn nu ingericht als museum.

### Kalkovens in Zuid-Limburg

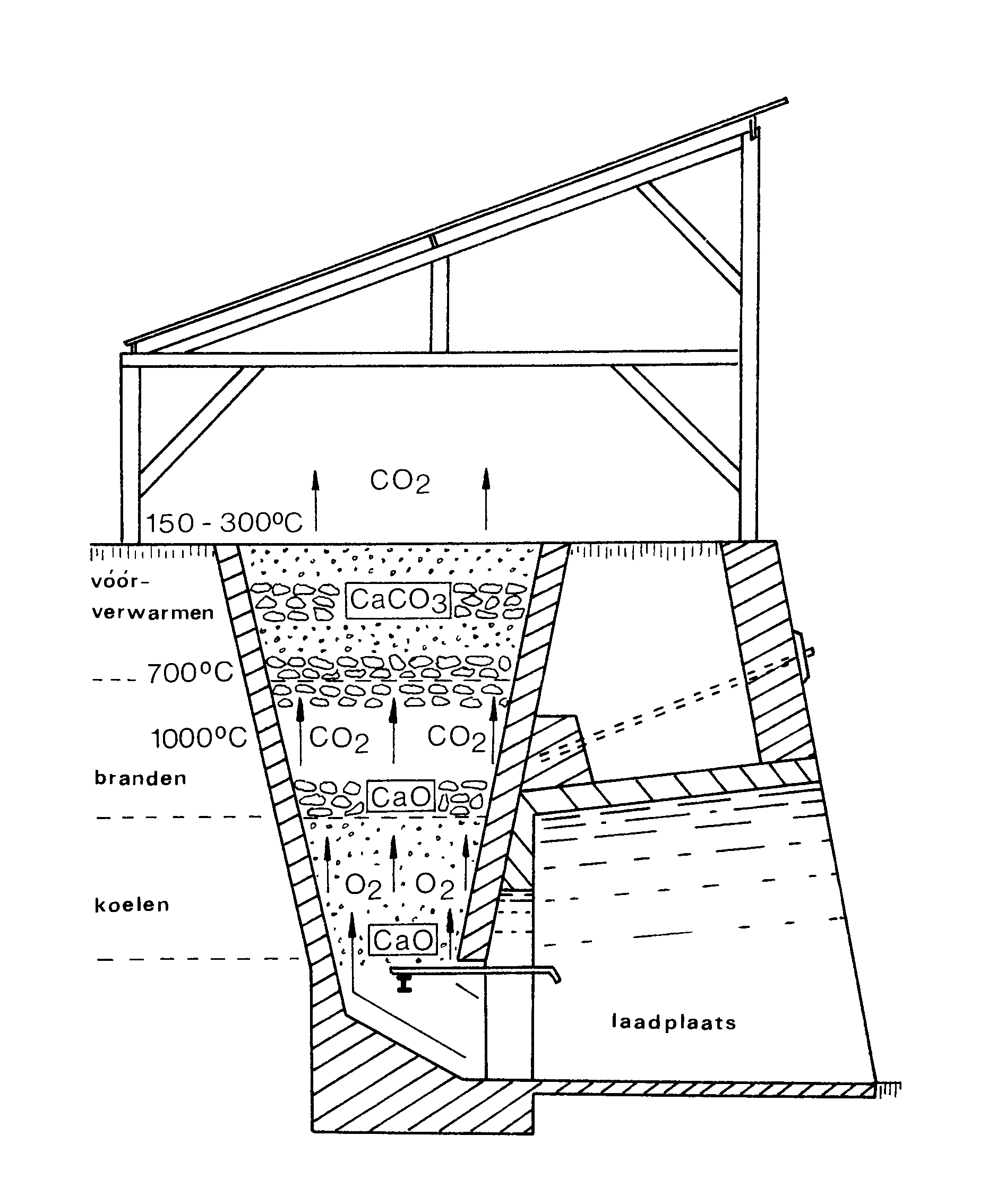
Schematische doorsnede van een kalkoven in Zuid-Limburg

Tijdens beide wereldoorlogen beleefde de kalkbranderij in Zuid-Limburg, die daar in de middeleeuwen al werd uitgeoefend, een bloeitijd. In oorlogstijd stagneerde aanvoer van kalk uit België en Duitsland. In de ovens werd Kunrader kalk gebrand. Tussen 1914 en 1918 waren er meer dan honderd in bedrijf in de provincie, veelal geëxploiteerd door families. Na de opening van de ENCI-groeve en fabriek in 1927 liep de vraag sterk terug. De laatste oven sloot in 1969. In 2003 werden nog zo'n negentien voormalige kalkovens geteld. Een aantal is in opdracht van Stichting Kleine Landschapselementen als industrieel monument gerestaureerd.

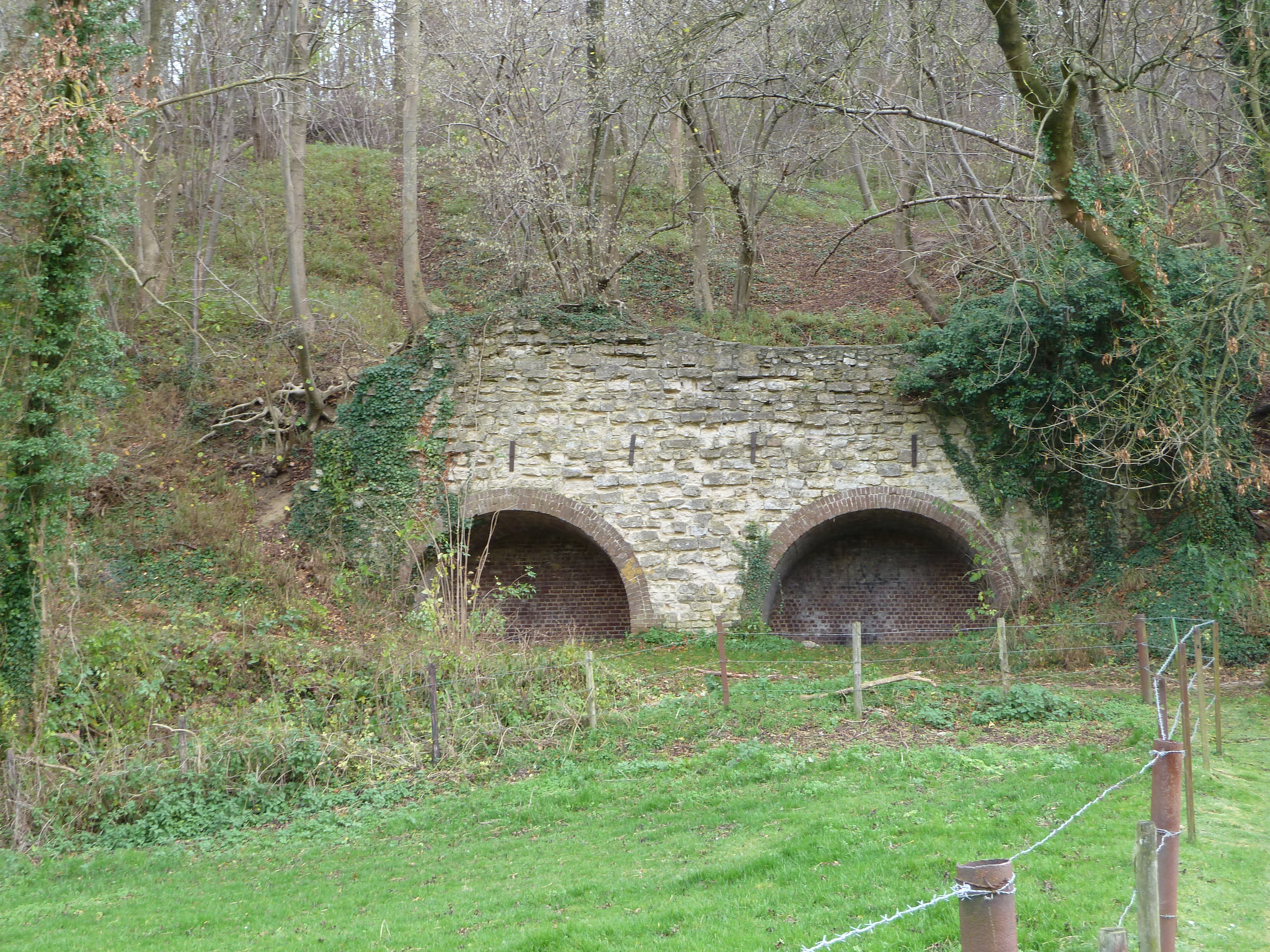
Kalkovens bij Ubachsberg
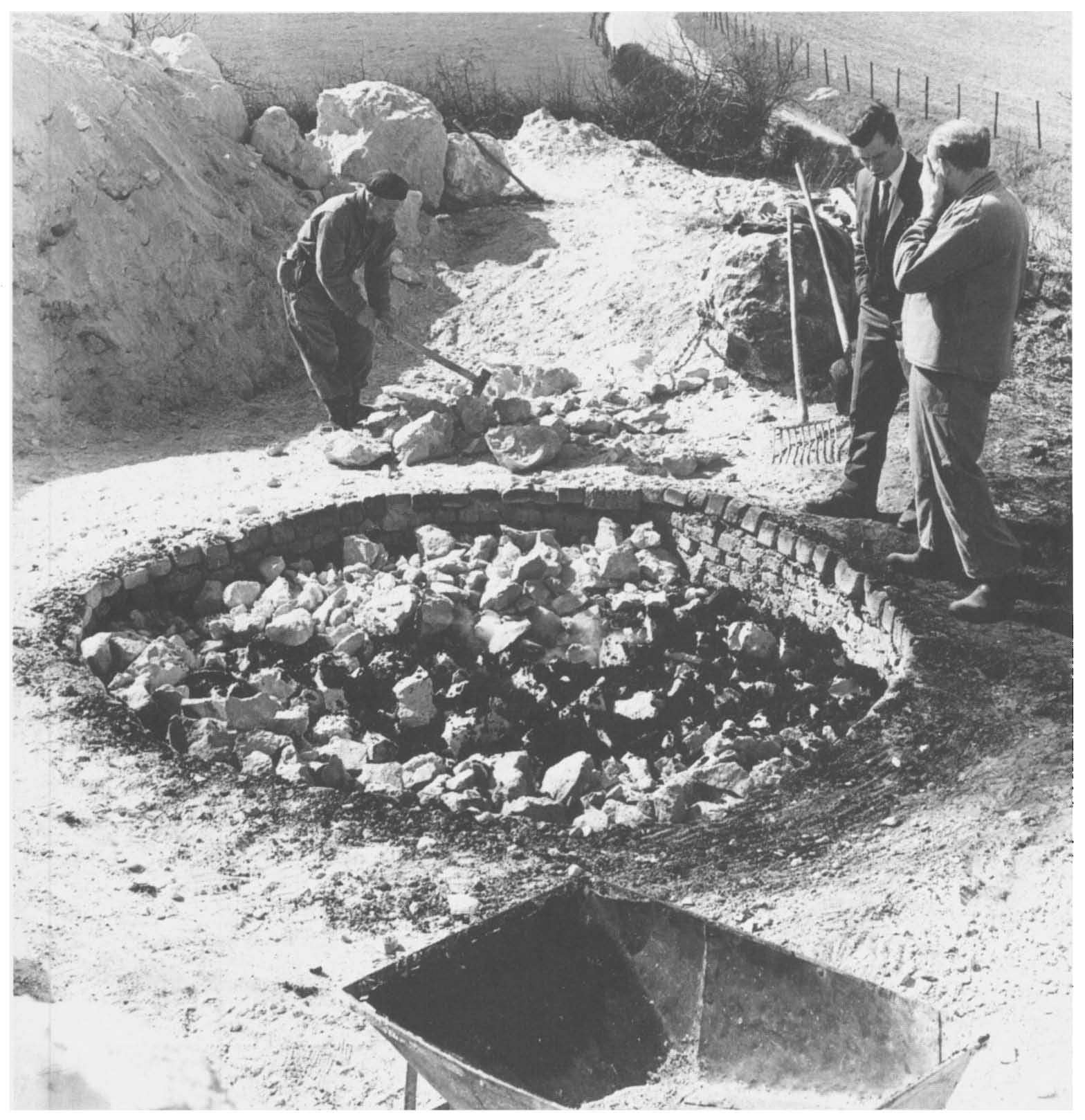
Het laden van een kalkoven aan de bovenzijde (Zuid-Limburg)

## Kalkovens op de Antillen
De archieven van het Nationaal Archief bevatten journaals van de commandeur van Bonaire en ingekomen rekesten bij de Gouverneur en de Raden voor de bouw en het gebruik van kalkovens. Ongebluste kalk werd op Aruba gewonnen uit koraalgesteente en schelpen. Het verbranden van kalksteen vond vaak plaats in tijdelijke ovens, een kuil in de grond waar kalksteen op hout werd gestapeld tot een stapel van drie meter hoog. Het aansteken van het hout betekende een enorm feest voor honderden toeschouwers die zich verzamelden om muziek te maken en rond het vuur te dansen.
In de afgelopen eeuwen zijn op verschillende plaatsen op Aruba kalkovens gevonden, in het Papiaments bekend als forno di kalki. Ze werden overal waar schelpen en koraalstenen werden gevonden gebouwd. De Rancho-kalkoven in Oranjestad is de enige overgebleven kalkoven op Aruba. De kalkoven staat op de monumentenlijst van Aruba en is eigendom van de Stichting Monumentenfonds Aruba.

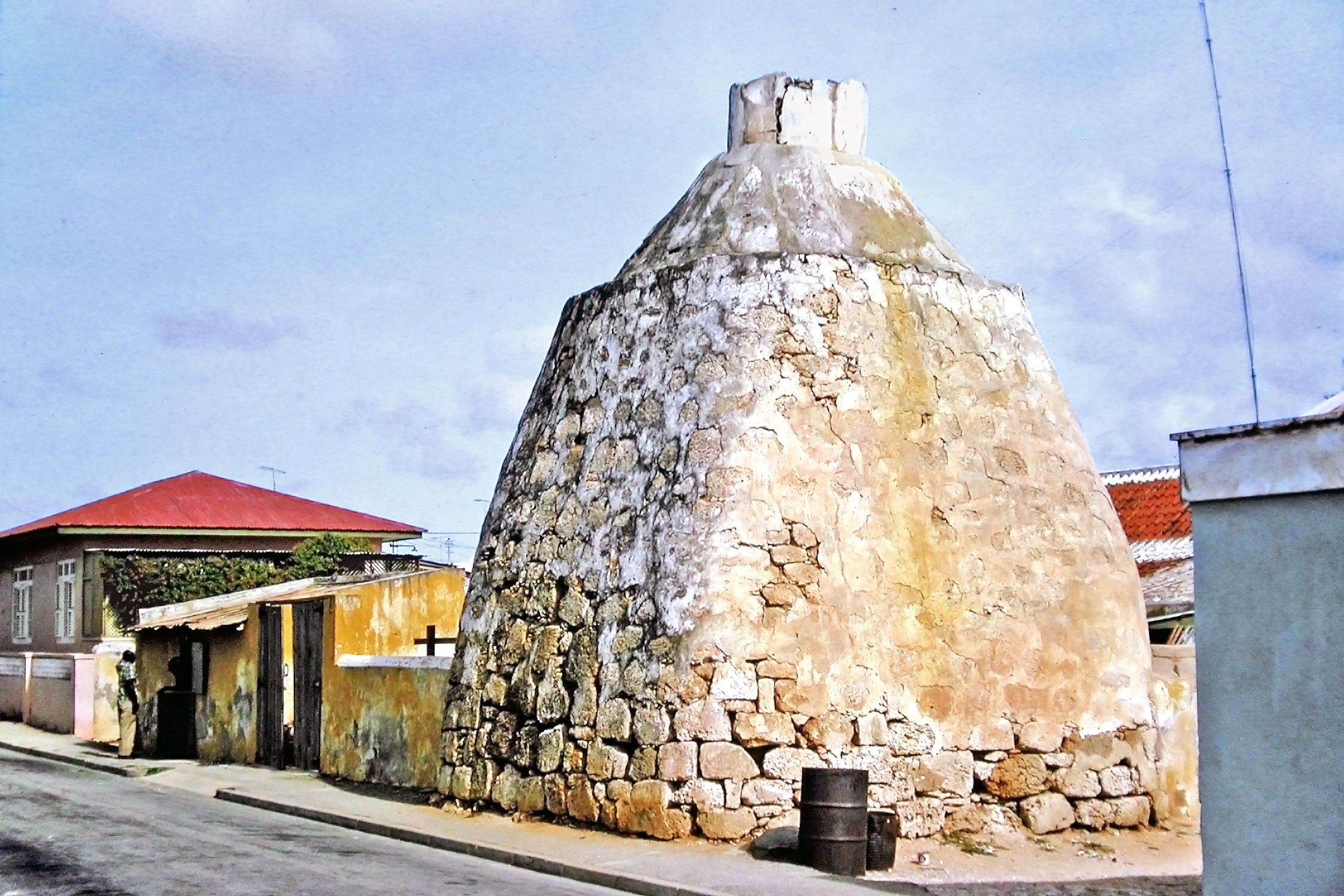
Oranjestad - Kalkbrandoven, 1963 (fotocollectie van Dr. Arthur Meiners (arts in dienst van de LAGO-raffinaderij)
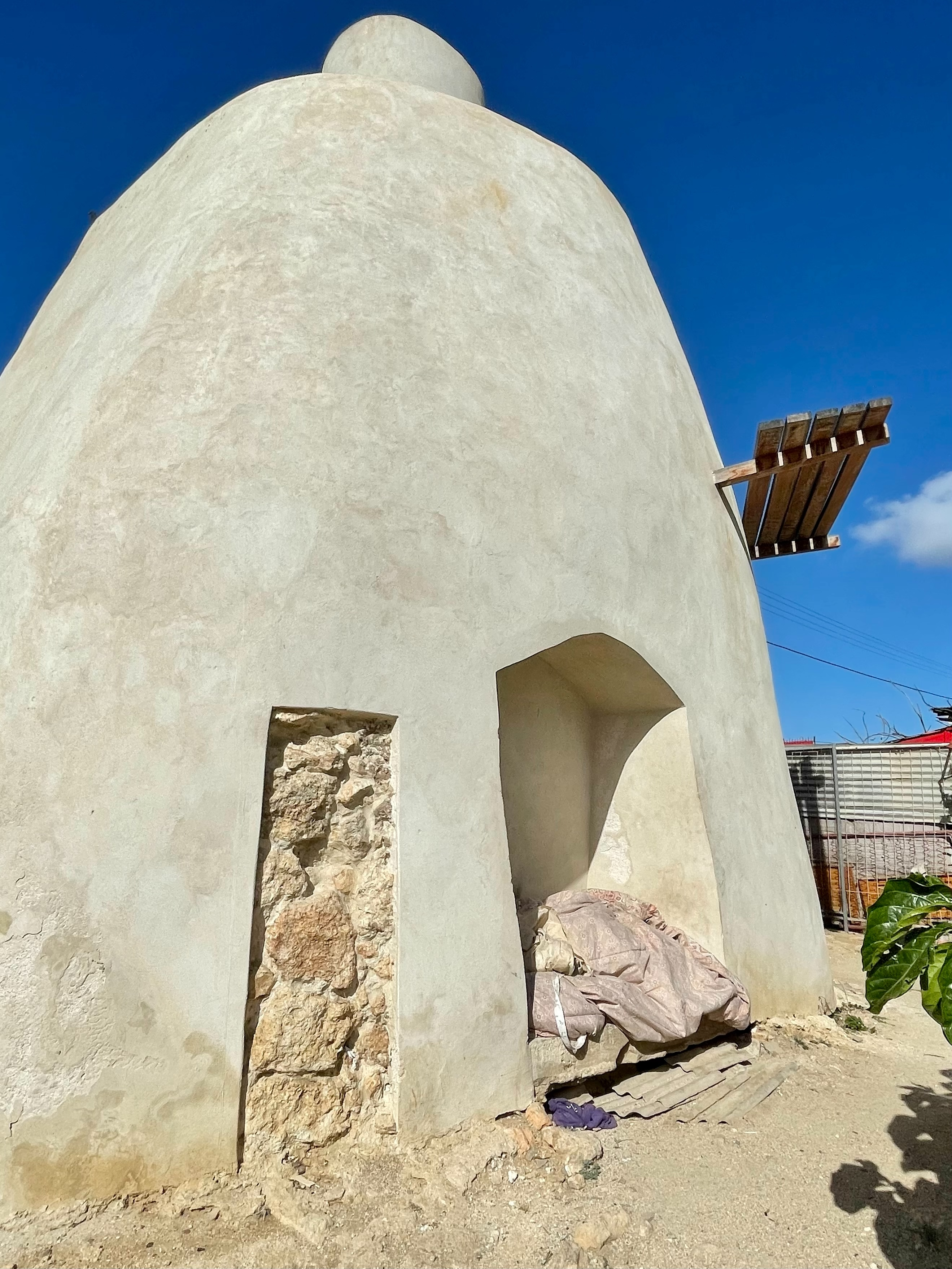
Forno di Calki (Rancho) Rancho-kalkoven -2022